# Jonas Jonsson (sportskytt)
Jonas Engelbrekt Jonsson, född 27 oktober 1903 i Hanebo församling, Gävleborgs län, död 12 januari 1996 i Norrköpings Sankt Johannes församling, var en svensk sportskytt, som blev olympisk bronsmedaljör i korthåll, liggande i London 1948.